# ナカムラユーキ (撮影監督)
ナカムラ ユーキ（なかむら ゆうき、1983年2月9日 - ）は、日本の撮影監督。静岡県出身。

## 来歴
2012年よりカメラマンとして活動を開始。年間80本以上のMVを撮影している。
近年はドラマや映画にも活動の場を広げ2017年2月公開の劇場映画『傷だらけの悪魔』（山岸聖太監督）で長編映画の撮影を担当する。

## 作品

### MV
ASIAN KUNG-FU GENERATION/BUMP OF CHIKEN/GLAY/NICO Touches the Walls/flumpool/9mm Parabellum Bullet/cinema staff/DOES/AAA/Ami/東方神起/Mrs. GREEN APPLE/milet/Alexandros/BLUE ENCOUNT/04 Limited Sazabys/RADWIMPS/Ken Yokoyama/瑛人/the LOW-ATUS/
DREAMS COME TRUE/VAMPS/スガシカオ/AK-69/DOBERMAN INFINITY/KREVA/miwa/Che`Nelle/May J./chay/青山テルマ/柴咲コウ/水樹奈々/
KinKi Kids/関ジャニ∞/King & Prince/Hey! Say! JUMP/Sexy Zone/A.B.C-Z/Kis-My-Ft2/ジャニーズWEST/日向坂46/乃木坂46/NMB48/SKE48/橋本奈々未/チームしゃちほこ/ゴスペラーズ/SHISHAMO/忘れらんねえよ/SKY-HI/KANA-BOON/DA PUMP/

### CM/WEB
イオンカード/グリコ/AJINOMOTO/森永/ハウス/ココイチ/チョーヤ/DUSKIN/シオノギ製薬/ZOJIRUSHI/SUBARU/VOLVO/D-UP/バンダイナムコ/Panasonic/クレディセゾン/全国信用金庫協会

### TVドラマ
忘却のサチコ（2018 テレビ東京）
死役所（2019 テレビ東京）
17.3 about a sex（2020 ABEMA）
グラップラー刃牙はBLではないかと考え続けた乙女の記録ッッ（2021 WOWOW）
デキないふたり（2022 テレビ朝日・TELASA）
教祖のムスメ（2022 MBS）

### 映画
- 全員、片想い「あさはんのゆげ」山岸聖太監督 2016
- 『傷だらけの悪魔』山岸聖太監督 2017
- もっと超越した所へ。山岸聖太監督 2022